# アウストラロバルバルス
アウストラロバルバルス（Australobarbarus）は古生代ペルム紀後期に生息していたディキノドン類の属である。学名は"南の野蛮人"（→バルバロイ）の意である。化石はロシアで発掘されている。